# هدب ساكن
الأهداب الساكنة أو الأهداب الفراغية (بالإنجليزية: Stereocilia)‏ وتُسمى أيضًا الزغابات الساكنة (بالإنجليزية: Stereovilli)‏، هيَ تحويراتٌ قميةٌ غيرُ متحركةٍ في الخلية، وتختلفُ عن الهدب أو الزغابات، ولكنها قريبةٌ من الزغابات.

## الهيكل
الأهداب الساكنة أطولُ من الزغيبات النموذجية، كما تمتلكُ خصائص أكثر في غشائها الحيوي السليم. تحتوي مثل الزغيبات على خيوطٍ دقيقة تُميزها عن الأهداب المُحتوية على الأنيبيبات.

## التواجد
تُوجد الأهداب الساكنة في ثلاثِ مناطق في الجسم، وهي:
- الأسهر
- البربخ. بعضُ المصادر تعتبر أهداب البربخ الساكنة نوعًا من الزغيبات،[2] وذلك لهيكلها المتميز الخاص.
- الخلايا المشعرة الحسية في الأذن الداخلية.